# Теорема разложения Гельмгольца
Теорема разложения Гельмгольца — утверждение о разложении произвольного дифференцируемого векторного поля на две компоненты:
| Если дивергенция и ротор векторного поля {\displaystyle \mathbf {F} (\mathbf {r} )} определены в каждой точке конечной открытой области V пространства, то всюду в V функция может быть представлена в виде суммы безвихревого поля {\displaystyle \mathbf {F} _{1}(\mathbf {r} )} и соленоидального поля {\displaystyle \mathbf {F} _{2}(\mathbf {r} )}: {\displaystyle \mathbf {F} (\mathbf {r} )=\mathbf {F} _{1}(\mathbf {r} )+\mathbf {F} _{2}(\mathbf {r} ),} где {\displaystyle \operatorname {rot} \;\mathbf {F} _{1}(\mathbf {r} )=0,} {\displaystyle \operatorname {div} \,\mathbf {F} _{2}(\mathbf {r} )=0} для всех точек {\displaystyle \mathbf {r} } области V. |

В более популярной формулировке для всего пространства теорема Гельмгольца гласит:
| Любое векторное поле {\displaystyle \mathbf {F} }, однозначное, непрерывное и ограниченное во всем пространстве, может быть разложено на сумму потенциального и соленоидального векторных полей и представлено в виде: {\displaystyle \mathbf {F} =-\nabla \Phi +\nabla \times \mathbf {A} } |

Скалярная функция {\displaystyle \Phi } называется скалярным потенциалом, векторная функция {\displaystyle \mathbf {A} } называется векторным потенциалом..

## Формулировка теоремы
Пусть F — векторное поле в R³, и пусть оно дважды непрерывно дифференцируемо и убывает на бесконечности быстрее, чем 1/r, в случае неограниченной области. Тогда поле F представимо в виде суммы безвихревого поля (ротор которого равен нулю) и соленоидального поля (дивергенция которого равна нулю).
Одно из возможных представлений для векторного поля F в такой форме имеет вид суммы градиента и ротора двух явно вычислимых функций, как написано ниже:
{\displaystyle \mathbf {F} =-\nabla \,({\mathcal {G}}(\nabla \cdot \mathbf {F} ))+\nabla \times ({\mathcal {G}}(\nabla \times \mathbf {F} )),}
где {\displaystyle {\mathcal {G}}} — это оператор ньютониан (если он действует на векторное поле вроде ∇ × F, он действует на каждую его компоненту).
Если F имеет нулевую дивергенцию, ∇·F = 0, то F называется соленоидальным, или бездивергентным, и разложение Гельмгольца поля F сокращается до
{\displaystyle \mathbf {F} =\nabla \times {\mathcal {G}}(\nabla \times \mathbf {F} )=\nabla \times \mathbf {A} .}
В случае такого представлении поля A называется векторным потенциалом поля F.
Для соленоидального поля (то есть поля с нулевой дивергенцией) всегда можно построить вектор-функцию (векторный потенциал), ротором которого данное поле является. Векторный потенциал для заданного соленоидального поля определяется со значительной степенью свободы. В частности, без ограничения общности на него можно наложить условие кулоновской калибровки (или нормировки) ∇·A = 0 (частный случай бездивергентного векторного потенциала, см. также ниже задачу о восстановлении вектор-функции по ротору и дивергенции). К векторному потенциалу можно свободно добавить градиент любой скалярной функции — от этого его ротор, то есть определяемое им соленоидальное поле, не меняется (а если указанная скалярная функция удовлетворяет уравнению Лапласа, то не меняется также и условие кулоновской калибровки, когда векторный потенциал ему удовлетворяет).
В случае, если F имеет нулевой ротор, ∇×F = 0, то F называется безвихревым или локально потенциальным полем, а разложение F принимает вид
{\displaystyle \mathbf {F} =-\nabla \,{\mathcal {G}}(\nabla \cdot \mathbf {F} )=-\nabla \phi .}
В случае такого представления поля φ называется скалярным потенциалом поля F.
Для безвихревого поля (то есть поля с нулевым ротором) всегда можно построить скалярную функцию (скалярный потенциал), градиентом которого данное поле является. Скалярный потенциал для заданного безвихревого поля определяется с точностью до аддитивной константы.
В общем случае F представимо суммой
{\displaystyle \mathbf {F} =-\nabla \phi +\nabla \times \mathbf {A} },
где отрицательный градиент скалярного потенциала — безвихревая компонента поля, а ротор векторного потенциала — соленоидальная. Представление F в виде суммы безвихревого поля и соленоидального поля не является единственным, поскольку к φ всегда можно прибавить произвольную функцию ψ, удовлетворяющую уравнению Лапласа, а к A — согласованную с ψ вектор-функцию H, являющуюся результатом решения задачи о восстановлении вектор-функции по ротору и дивергенции (см. ниже) в соответствии с уравнениями ∇·H = 0, ∇×H = ∇ψ. Такая подстановка не только меняет скалярный и векторный потенциалы, участвующие в разложении Гельмгольца, но и существенным образом меняет безвихревое поле -∇(φ+ψ) и соленоидальное поле ∇×(A+H), на сумму которых распадается поле F.

## Поля, определенные ротором и дивергенцией
С теоремой Гельмгольца тесно связана задача о восстановлении векторного поля по дивергенции и ротору, которую иногда называют задачей Гельмгольца.
Пусть дано скалярное поле   {\displaystyle \mathbf {d} (x,y,z)}   и векторное поле   {\displaystyle \mathbf {C} (x,y,z)},   которые достаточно гладки и либо заданы в ограниченной области, либо убывают быстрее 1/r² на бесконечности. Требуется найти такое векторное поле   {\displaystyle \mathbf {F} (x,y,z)},   что
{\displaystyle \nabla \cdot \mathbf {F} =\mathbf {d} }      и      {\displaystyle \nabla \times \mathbf {F} =\mathbf {C} .}
При анализе существования и единственности решения задачи следует различать:
1. внутреннюю задачу (ротор, дивергенция и сама вектор-функция рассматриваются внутри ограниченной области, имеющей достаточно гладкую границу),
2. внешнюю задачу (ротор, дивергенция и сама вектор-функция рассматриваются для пространства R³ с вырезанной «дыркой», имеющей достаточно гладкую границу),
3. задачу для всего пространства R³.

Внутренняя задача (при условии её разрешимости) имеет однозначное решение, если вдоль границы области задана нормальная проекция    {\displaystyle (\mathbf {n} \cdot \mathbf {F} )|_{S}=\mathbf {g} (\mathbf {S} )}   для вектор-функции {\displaystyle \mathbf {F} }.
Внешняя задача (при условии её разрешимости) имеет однозначное решение, если вдоль границы области задана нормальная проекция    {\displaystyle (\mathbf {n} \cdot \mathbf {F} )|_{S}=\mathbf {g} (\mathbf {S} )}   для вектор-функции {\displaystyle \mathbf {F} }, и на вектор-функцию {\displaystyle \mathbf {F} } наложено требование, что она убывает на бесконечности по крайней мере как   {\displaystyle \mathbf {1/r} ^{2+\varepsilon }}.
Задача для всего пространства R³ (при условии её разрешимости) имеет однозначное решение, если на вектор-функцию {\displaystyle \mathbf {F} } наложено требование, что она убывает на бесконечности по крайней мере как   {\displaystyle \mathbf {1/r} ^{2+\varepsilon }}.
Во всех этих случаях решение задачи Гельмгольца единственно, если оно существует при заданных входных данных.

### Необходимые условия существования решения
Задача имеет решение не при всех   {\displaystyle \mathbf {d} (x,y,z)},   {\displaystyle \mathbf {C} (x,y,z)}   и   {\displaystyle \mathbf {g(S)} }  :
1. Из тождества   {\displaystyle \nabla \cdot \nabla \times \mathbf {F} \equiv 0}   следует, что должно быть выполнено условие   {\displaystyle \nabla \cdot \mathbf {C} =0},   то есть дивергенция вектора   {\displaystyle \mathbf {C} (x,y,z)}   обязана быть равной нулю.
2. Для внутренней задачи из тождества   {\displaystyle \iiint _{V}(\nabla \cdot \mathbf {F} )\,dV=\iint _{S}(\mathbf {n} \cdot \mathbf {F} )\,dS}   следует, что   {\displaystyle \iiint _{V}\mathbf {d(x,y,z)} \,dV=\iint _{S}\mathbf {g(S)} \,dS},   то есть интеграл от краевого условия   {\displaystyle \mathbf {g(S)} }   по ограничивающей поверхности   {\displaystyle \mathbf {S} }   должен быть равен интегралу от функции   {\displaystyle \mathbf {d} (x,y,z)}   по объему области.
3. Для внешней задачи и для задачи, заданной для всего пространства R³, функции   {\displaystyle \mathbf {d} }    и     {\displaystyle \mathbf {C} }   должны достаточно быстро стремиться к нулю на бесконечности вместе с самой функцией.

### Достаточные условия существования и единственности решения
A. Внутренняя задача: если
1. {\displaystyle \nabla \cdot \mathbf {C(x,y,z)} =0}   и  
2. {\displaystyle \iiint _{V}\mathbf {d(x,y,z)} \,dV=\iint _{S}\mathbf {g(S)} \,dS},  

то решение задачи восстановления поля   {\displaystyle \mathbf {F} (x,y,z)}   по ротору   {\displaystyle \mathbf {C} (x,y,z)},   дивергенции   {\displaystyle \mathbf {d} (x,y,z)}   и граничному условию   {\displaystyle \mathbf {g(S)} }   существует и единственно.
Б. Внешняя задача: если
1. {\displaystyle \nabla \cdot \mathbf {C(x,y,z)} =0}   и  
2. интегралы {\displaystyle \iiint _{V}{\frac {\mathbf {d} (x',y',z')}{|\mathbf {r} -\mathbf {r'} |}}\,dV'}   и   {\displaystyle \iiint _{V}{\frac {\mathbf {C} (x',y',z')}{|\mathbf {r} -\mathbf {r'} |}}\,dV'}   сходятся при интегрировании по бесконечному объему и убывают на бесконечности при   {\displaystyle \mathbf {r} \to \infty }   по крайней мере как   {\displaystyle \mathbf {1/r} ^{1+\varepsilon }},  

то решение задачи восстановления поля   {\displaystyle \mathbf {F} (x,y,z)}   по ротору   {\displaystyle \mathbf {C} (x,y,z)},   дивергенции   {\displaystyle \mathbf {d} (x,y,z)},   граничному условию   {\displaystyle \mathbf {g(S)} }   и условию, что   {\displaystyle \mathbf {F} (x,y,z)}   спадает на бесконечности по крайней мере как   {\displaystyle \mathbf {1/r} ^{2+\varepsilon }},   существует и единственно.
В. Задача для всего пространства R³: если
1. {\displaystyle \nabla \cdot \mathbf {C(x,y,z)} =0}   и  
2. интегралы {\displaystyle \iiint _{V}{\frac {\mathbf {d} (x',y',z')}{|\mathbf {r} -\mathbf {r'} |}}\,dV'}   и   {\displaystyle \iiint _{V}{\frac {\mathbf {C} (x',y',z')}{|\mathbf {r} -\mathbf {r'} |}}\,dV'}   сходятся при интегрировании по бесконечному объему и убывают на бесконечности при   {\displaystyle \mathbf {r} \to \infty }   по крайней мере как   {\displaystyle \mathbf {1/r} ^{1+\varepsilon }},  

то решение задачи восстановления поля   {\displaystyle \mathbf {F} (x,y,z)}   по ротору   {\displaystyle \mathbf {C} (x,y,z)},   дивергенции   {\displaystyle \mathbf {d} (x,y,z)}   и условию, что   {\displaystyle \mathbf {F} (x,y,z)}   спадает на бесконечности по крайней мере как   {\displaystyle \mathbf {1/r} ^{2+\varepsilon }},   существует и единственно.
Разрешимость и однозначность решения задачи Гельмгольца тесно связана с разрешимостью и однозначностью решения задачи Неймана для уравнения Лапласа в той же самой области (см. далее алгоритм конструирования решения задачи Гельмгольца).

### Разложение векторного поля на сумму безвихревого поля и соленоидального поля
С помощью задачи о восстановлении вектор-функции по ротору и дивергенции разложение векторного поля {\displaystyle \mathbf {F} (x,y,z)} на сумму безвихревого поля и соленоидального поля может быть выполнено следующим образом:
1. Для заданной вектор-функции {\displaystyle \mathbf {F} } вычисляются: функция {\displaystyle \mathbf {C} =\nabla \times \mathbf {F} } функция {\displaystyle \mathbf {d} =\nabla \cdot \mathbf {F} }, краевое условие {\displaystyle \mathbf {g} (\mathbf {S} )=(\mathbf {n} \cdot \mathbf {F} )|_{S}}, если вектор-функция {\displaystyle \mathbf {F} } задана для подобласти пространства {\displaystyle \mathbb {R} ^{3}} с границей {\displaystyle S}.
2. Когда речь идёт о внутренней задаче, то из тождества {\displaystyle \iiint _{V}(\nabla \cdot \mathbf {F} )\,dV\equiv \iint _{S}(\mathbf {n} \cdot \mathbf {F} )\,dS}, следует условие совместности {\displaystyle \iiint _{V}\mathbf {d} (x,y,z)\,dV=\iint _{S}\mathbf {g(S)} \,dS}. Поэтому все условия совместности входных данных для задачи {\displaystyle \nabla \cdot \mathbf {F_{1}} =\mathbf {d} } и {\displaystyle \nabla \times \mathbf {F_{1}} =0} с краевым условием {\displaystyle \mathbf {g} (\mathbf {S} )} выполнены, задача разрешима и имеет единственное решение. Полученная вектор-функция {\displaystyle \mathbf {F_{1}} } является безвихревым полем.
3. Поскольку {\displaystyle \nabla \cdot \mathbf {C} =\nabla \cdot \nabla \times \mathbf {F} \equiv 0}, условия совместности входных данных для задачи {\displaystyle \nabla \cdot \mathbf {F} _{2}=0} и {\displaystyle \nabla \times \mathbf {F} _{2}=\mathbf {C} } с нулевым краевым условием выполнены, задача разрешима и имеет единственное решение. Полученная вектор-функция {\displaystyle \mathbf {F_{2}} } является соленоидальным полем.
4. Рассмотрим задачу {\displaystyle \nabla \cdot \mathbf {F} _{3}=\mathbf {d} }, {\displaystyle \nabla \times \mathbf {F} _{3}=\mathbf {C} } с краевым условием {\displaystyle \mathbf {g} (\mathbf {S} )}. Условия совместности входных данных выполнены, задача разрешима и имеет единственное решение. При этом с одной стороны, решением данной задачи является сама функция {\displaystyle \mathbf {F} }, а с другой стороны, решением этой же задачи является функция {\displaystyle \mathbf {F} _{1}+\mathbf {F} _{2}}. Значит, {\displaystyle \mathbf {F} \equiv \mathbf {F} _{1}+\mathbf {F} _{2}}, искомое представление поля {\displaystyle \mathbf {F} } как суммы безвихревого поля и соленоидального поля построено.

Построенное представление векторного поля в виде суммы двух полей не является единственным. Существуют векторные поля, которые одновременно являются и безвихревыми (ротор равен нулю), и соленоидальными (дивергенция равна нулю). Эти поля — градиенты скалярных функций, удовлетворяющих уравнению Лапласа (и только они). Прибавляя любое такое поле к первому слагаемому и вычитая его из второго слагаемого, получим новое разбиение векторного поля на сумму безвихревого и соленоидального поля.

### Восстановление вектор-функции по ротору и дивергенции
Решение задачи о восстановлении функции по ротору, дивергенции и краевому условию может быть построено следующим образом:
1) Для заданной функции   {\displaystyle \mathbf {d} (x,y,z)}   вычисляется функция   {\displaystyle \mathbf {F_{1}} (x,y,z)=\nabla \mathbf {U} },   где скалярный потенциал   {\displaystyle \mathbf {U} (x,y,z)}   вычисляется по формуле
  {\displaystyle \mathbf {U} (x,y,z)=-{\frac {1}{4\pi }}\iiint _{V}{\frac {\mathbf {d} (x',y',z')}{\sqrt {(x-x')^{2}+(y-y')^{2}+(z-z')^{2}}}}dx'dy'dz'}.  
В результате получается функция   {\displaystyle \mathbf {F_{1}} (x,y,z)},   у которой   {\displaystyle \nabla \cdot \mathbf {F_{1}} (x,y,z)=\mathbf {d} (x,y,z)}   и   {\displaystyle \nabla \times \mathbf {F_{1}} (x,y,z)=0};  
2) Для заданной функции   {\displaystyle \mathbf {C} (x,y,z)}   вычисляется функция   {\displaystyle \mathbf {F_{2}} (x,y,z)=\nabla \times \mathbf {A} },   где векторный потенциал   {\displaystyle \mathbf {A} (x,y,z)}   вычисляется по формуле
  {\displaystyle \mathbf {A} (x,y,z)=+{\frac {1}{4\pi }}\iiint _{V}{\frac {\mathbf {C} (x',y',z')}{\sqrt {(x-x')^{2}+(y-y')^{2}+(z-z')^{2}}}}dx'dy'dz'}.  
В результате получается функция   {\displaystyle \mathbf {F_{2}} (x,y,z)},   у которой   {\displaystyle \nabla \cdot \mathbf {F_{2}} (x,y,z)=0}   и   {\displaystyle \nabla \times \mathbf {F_{2}} (x,y,z)=\mathbf {C} (x,y,z)};  
3) Ищется функция   {\displaystyle \mathbf {F_{3}} (x,y,z)},   у которой   {\displaystyle \nabla \cdot \mathbf {F_{3}} (x,y,z)=0},     {\displaystyle \nabla \times \mathbf {F_{3}} (x,y,z)=0},   а нормальная проекция на границе области   {\displaystyle (\mathbf {n} \cdot \mathbf {F_{3}} )|_{S}}   выбрана таким образом, чтобы   {\displaystyle \mathbf {F} =\mathbf {F_{1}} +\mathbf {F_{2}} +\mathbf {F_{3}} }   удовлетворяла граничному условию   {\displaystyle (\mathbf {n} \cdot \mathbf {F} )|_{S}=\mathbf {g} (\mathbf {S} )}.  
Чтобы найти такую функцию   {\displaystyle \mathbf {F_{3}} (x,y,z)},   делается подстановка   {\displaystyle \mathbf {F_{3}} (x,y,z)=\nabla \mathbf {H} },   где скалярный потенциал   {\displaystyle \mathbf {H} (x,y,z)}   должен удовлетворять уравнению Лапласа   {\displaystyle \Delta \mathbf {H} =0}.   Для функции   {\displaystyle \mathbf {H} (x,y,z)}   получается краевое условие Неймана   {\displaystyle \left.{\frac {\partial \mathbf {H} }{\partial \mathbf {n} }}\right|_{S}=\mathbf {g(S)} -(\mathbf {n} \cdot (\mathbf {F_{1}+F_{2}} ))},    причем легко проверить, что критерий разрешимости задачи Неймана будет выполнен. Поэтому функция   {\displaystyle \mathbf {H} (x,y,z)}   всегда существует, определяется единственным образом для внешней задачи, и с точностью до аддитивной константы для внутренней задачи. В результате нужная нам функция   {\displaystyle \mathbf {F_{3}} (x,y,z)}   всегда существует и единственна.
Функция   {\displaystyle \mathbf {F} (x,y,z)=\mathbf {F_{1}} (x,y,z)+\mathbf {F_{2}} (x,y,z)+\mathbf {F_{3}} (x,y,z)}   является решением для поставленной задачи, причём единственным. Если граничное условие не задано, решением задачи являются все возможные функции вида   {\displaystyle \mathbf {F} (x,y,z)=\mathbf {F_{1}} (x,y,z)+\mathbf {F_{2}} (x,y,z)+\mathbf {F_{3}} (x,y,z)},   где   {\displaystyle \mathbf {F_{3}} (x,y,z)},   есть градиент любой функции, удовлетворяющей уравнению Лапласа. Если задача ставится во всём пространстве R³, решением (единственным) будет функция   {\displaystyle \mathbf {F} (x,y,z)=\mathbf {F_{1}} (x,y,z)+\mathbf {F_{2}} (x,y,z)},   обладающая нужным поведением на бесконечности.

### Альтернативная формулировка теоремы Гельмгольца
В результате теорема Гельмгольца может быть переформулирована в следующих терминах. Пусть C — соленоидальное векторное поле (div C=0), а d — скалярное поле в R³, которые достаточно гладки и либо заданы в ограниченной области, либо убывают быстрее 1/r² на бесконечности. Тогда существует векторное поле F такое, что
{\displaystyle \nabla \cdot \mathbf {F} =d}   и   {\displaystyle \nabla \times \mathbf {F} =\mathbf {C} .}
Если к тому же векторное поле F рассматривается во всём пространстве R³ и исчезает при r → ∞, тогда F единственно. В общем же случае решение определяется с точностью до аддитивной добавки — градиента произвольной функции, удовлетворяющей уравнению Лапласа.
Другими словами, при определённых условиях векторное поле может быть построено по его ротору и дивергенции, причём когда задача определена во всем пространстве R³, решение однозначно (при априорном предположении, что поле исчезает на бесконечности достаточно быстро). Эта теорема имеет огромное значение в электростатике; например, уравнения Максвелла в статическом случае описывают поля как раз этого типа. Как уже было написано выше, одно из возможных решений:
{\displaystyle \mathbf {F} =-\nabla \,({\mathcal {G}}(d))+\nabla \times ({\mathcal {G}}(\mathbf {C} )).}